# 托米雷
托米雷（法語：Thomirey，法語發音：[tɔmiʁɛ]）是法国科多尔省的一个市镇，位于该省南部偏西，属于博讷区。

## 地理
托米雷（47°4'53"N, 4°35'24"E）面积7.07 平方千米，位于法国勃艮第-弗朗什-孔泰大區科多尔省，该省份为法国中东部省份，北起奥布省，西接涅夫勒省和约讷省，南至索恩-卢瓦尔省，东南接汝拉省，东临上索恩省，东北部与上马恩省接壤。
与托米雷接壤的市镇（或旧市镇、城区）包括：富瓦西、昂蒂尼城、尚皮尼奥勒、索塞、贝塞拉库尔、埃屈蒂尼、拉康什、韦伊。

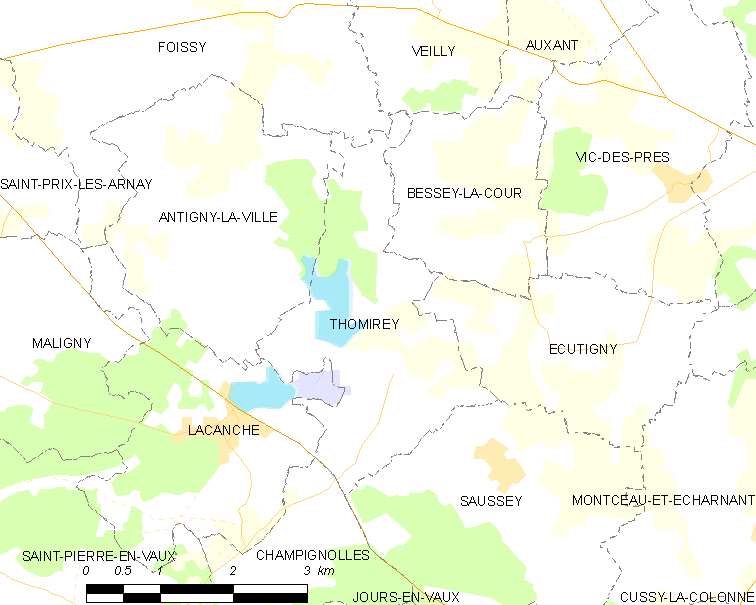
托米雷的OSM定位图

托米雷的时区为UTC+01:00、UTC+02:00（夏令时）。

## 行政
托米雷的邮政编码为21360，INSEE市镇编码为21631。

## 政治
托米雷所属的省级选区为阿尔奈勒迪克县。

## 人口

1962-2008年间托米雷人口变化图示

托米雷于2022年1月1日时的人口数量为56人。